# Яловени
Яловени (рум. Ialoveni, Яловень) — місто в Молдові на річці Ішновець, центр Яловенського району.
Свято міста — 27 жовтня (День Святої Парасковії).

## Географія
Площа міста становить 3165 га, з них 1678 га — сільськогосподарські угіддя. Яловени розташовані за 35 км від Дністра і за 12 км від Кишинева.
Клімат помірно континентальний, літо тепле й довге, середня температура взимку — 5,5 °C.
Рельєф, що складається зі степів, пагорбів і долин, створювався за рахунок відступу Сарматського моря близько 5 млн років тому. Найбільша низина перебуває в річищі річки Ішновець. Найвище місце — 190 м вище рівня Чорного моря.

## Історія
Археологічні розкопки показали, що на місці Яловен з III–IV ст. н. е. перебувало поселення, пізніше покинуте.
Уперше Яловени були згадані в грамоті господаря Стефана Великого від 11 березня 1502 року, у якій він дарував своєму слузі Дума Хурдеску землі для заснування села. Спочатку село називалися Ключі Ішновець за назвою річки, що і зараз протікає через місто.
Назва Яловени з'явилася пізніше й була зафіксована в документі від 16 квітня 1639 року. Перепис населення 1774 року показує, що Яловени входили до складу губернії Оргіїв-Лапушна. У 1812–1918 роках Яловени були частиною Кишинівського повіту. З 27 березня 1918 року по 26 червня 1940 року, а також з липня 1941 по серпень 1944 року Яловени входили до губернії Лапушна.
У роки радянської влади населеному пункту часто міняли адміністративне призначення:
- 1944-1956 — у складі Кишинівського повіту
- 1956-1962 — у складі Котовського району
- 1963-1964 — у складі Новоаненського району
- 1964-1977 — у складі Страшенського району

25 березня 1977 року селище було перейменовано в Кутузов. 31 березня 1989 року йому була повернута колишня назва. З 2003 року Яловени є центром Яловенського району.

## Економіка
У Яловенах розташована єдина в Молдові фабрика по виробництву вина марки Херес. Розвинене виробництво продуктів харчування, вин, швейних виробів, будівельних матеріалів.
У місті діють близько 1300 економічних агентів, більшість із них із правом юридичної особи, 860 з них — селянські господарства. Працюють більше 50 приватних магазинів і барів. Відкрито філії 3 банків і 2 страхові компанії.

## Пам'ятки архітектури
- Церква Святої Параскєви
- Церква «Покрив Божої Матері»

## Відомі яловенці
- Микола Бивол — депутат Сфатул Церій від Бессарабії, двічі мер Кишиніва
- Александру Врємя — молдовський футболіст
- Михайло Попа — префект Кишинівського повіту
- Петре Штефенуке — учений, письменник, збирач фольклору

## Міста-побратими
- Топрайсар, Констанца, Румунія
- Форче і Монтефортіно, Італія
- Лешзновола, Польща